# هرمان جراف
هرمان جراف (بالألمانية: Hermann Graf)‏ (و. 1912 – 1988 م) هو طيار ألماني، ولد في إنغن، ويحمل رتبة عسكرية عقيد، توفي في إنغن، عن عمر يناهز 76 عاماً، بسبب مرض باركنسون.

## الخدمة العسكرية
خدم في لوفتفافه.

## جوائز
حصل على جوائز منها:
- Knight's Cross of the Iron Cross with Oak Leaves, Swords and Diamonds ‏
- وسام الاستحقاق البافاري.

## روابط خارجية
- هرمان جراف على موقع مونزينجر (الألمانية)